# 99 (canción)
«99» es el título de una canción interpretada por la banda de rock estadounidense Toto, se incluyó en el segundo álbum de estudio, Hydra (1979). La compañía discográfica Columbia Records la lanzó el 17 de septiembre de 1979 como el sencillo principal del álbum. El tema fue escrito como tributo a la película de George Lucas THX 1138.
En Estados Unidos alcanzó el número 26 en el Billboard Hot 100 y en Nueva Zelanda el 11 en el Recorded Music NZ. En Canadá, la canción alcanzó el número 17 en la lista de sencillos RPM Top Singles.

## La canción
La canción fue escrita por David Paich, inspirado en la famosa película de George Lucas THX 1138. En la película, cada persona es un número, en lugar de un nombre y un apellido. "99" es acerca de una historia de amor que terminó, y esto lleva a un cambio en el estilo de la música tradicional de Toto, de hecho, tiene un sonido más acústico y tranquilo, pero, sobre todo, hay una atmósfera mucho más dramática.
La versión completa del álbum incluye un suave paseo impulsado por el piano, mientras que la edición del sencillo desvanece la canción antes de esa parte.

## Video musical
El video musical fue dirigido por Bruce Gowers. En el videoclip, como en la escena de la película en la que el personaje principal (llamado "THX 1138" y apodado "Thex") está encarcelado, la habitación es completamente blanca y todos usan monos blancos. Toto Legend, el antiguo boletín oficial del Club Internacional de Fans de Toto, reseñó el video:
'99' era predominantemente un video de performance, aunque el diseño de la escenografía era más bien conceptual. Siguiendo la intención de David Paich con respecto a las letras, sobre una sociedad estéril en la que los nombres se olvidan y el amor está prohibido, el set era de un blanco estéril, con 99 esculpidos de varios tamaños colgados y de pie, y la banda estaba vestida con monos blancos futuristas. Hubo algunas tomas notables en este: primeros planos de teclado y una vista artística de Jeff a través de un parche de batería transparente, una técnica que varios videos populares han copiado desde entonces.

## Lista de canciones

### Sencillo 7"[8]
1. "99" - 3.28
2. "Hydra"  - 5.04